# DSq (Inschrift)
DSq ist die Abkürzung einer Inschrift von Dareios I. (D). Sie wurde in Susa (S) entdeckt und von der Wissenschaft mit einem Index (q) versehen. Es existieren zwei Fragmente auf einer Marmorplatte in altpersischer Sprache, die seit 1981 der Inschrift A2Sa zugesprochen werden.

## Forschungsgeschichte
Die noch im Referenzwerk von Roland Grubb Kent 1953 als eigenständige Inschrift von Dareios I. behandelte Inschrift wurde von Nicholas Sims-Williams in einem unveröffentlichten Vortrag 1981 der Inschrift A2Sa zugewiesen. Die Fragmente der bisherigen Inschrift DSq decken „in umgekehrter Anordnung als Teile der letzten Zeilen“ A2Sa ab. Die Korrektur wurde von der Wissenschaft übernommen.